# Hugo Felix
Hugo Felix (Vienna, 19 novembre 1866 – Los Angeles, 24 agosto 1934) è stato un compositore austriaco di operette e musical.

## Biografia
I genitori di Felix erano commercianti ungheresi-austriaci, Mori[t]z Hayman (morto nel 1896) e Eugenie Bachrich, madre slovacca-austriaca (morta nel 1908). Hugo studiò a Vienna, si è laureato in Scienze all'Università di Vienna, ma poi decise di dedicarsi alla musica invece che alla chimica.
La sua prima operetta fu Die Kätzchen, prodotta per la prima volta a Lemberg nel 1890 e a Vienna nel 1892. I suoi altri lavori includevano Husarenblut (1894, Vienna), Rhodope (1900, Vienna e Berlino), Madame Sherry (1902, Berlino - il suo più grande successo) e The Merveilleuses (1906, Londra). Fu direttore musicale del Carltheater di Vienna dalla fine degli anni 1890 al 1906, importando diverse opere britanniche a Vienna e adattando sia libretti che spartiti. Ha anche contribuito con numeri interpolati a diverse commedie musicali.
Hugo Felix in seguito andò negli Stati Uniti dove Madame Sherry incontrò il successo, nel 1912, e compose molti altri spettacoli. Rimase negli Stati Uniti per il resto della sua vita e morì a Los Angeles, in California, all'età di sessantasette anni.

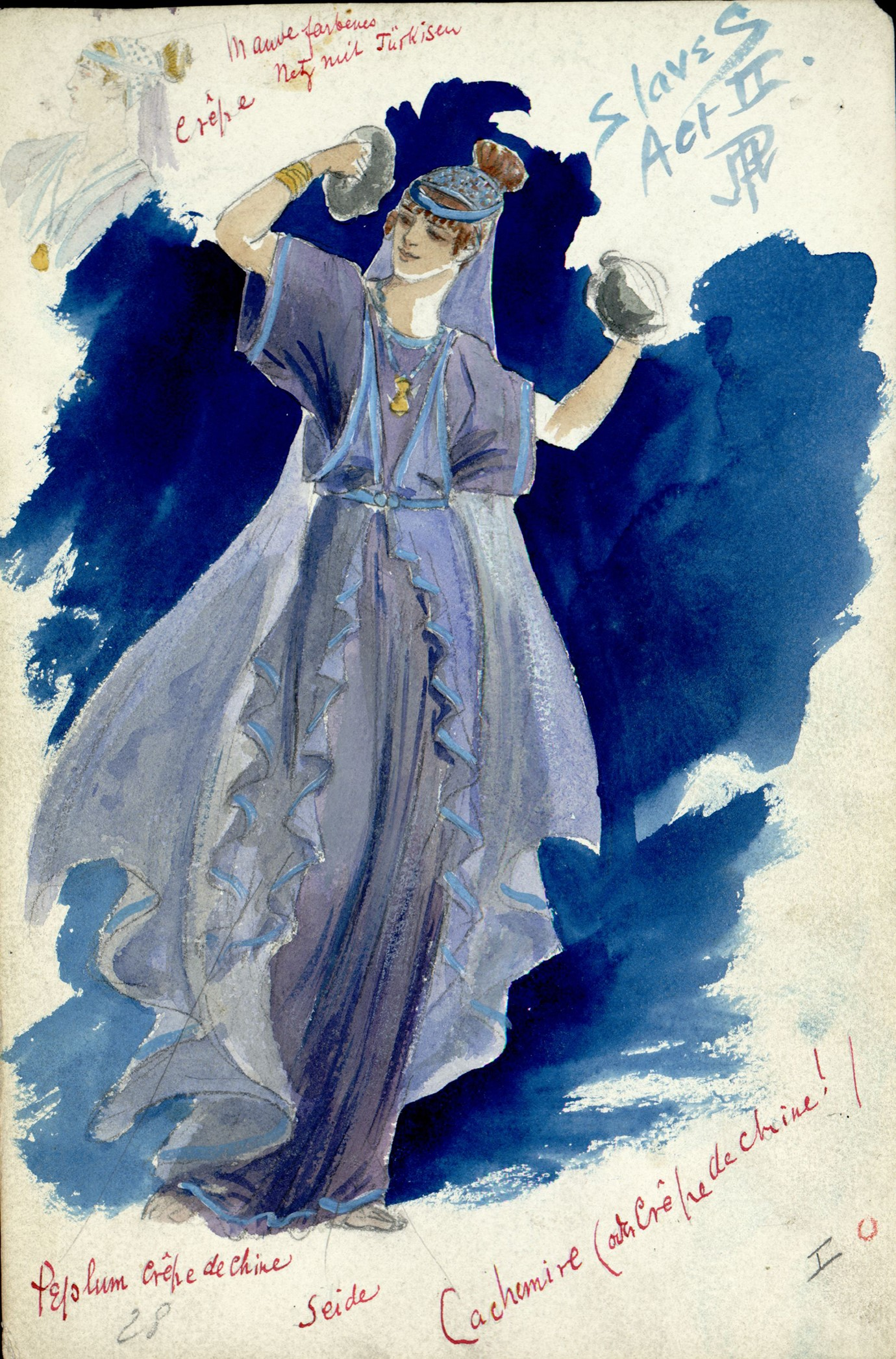
Schiave, costumi per Schiavo di Corinto atto 2 (senza data).